# Сибано (Болоња)
Сибано (итал. Sibano) је насеље у Италији у округу Болоња, региону Емилија-Ромања.
Према процени из 2011. у насељу је живело 286 становника. Насеље се налази на надморској висини од 156 м.